# فهرست قطعنامه‌های شورای امنیت ۱۰۱ تا ۲۰۰
| قطعنامه‌های شورای امنیت                                      |
| ----------------------------------------------------------- |
| منابع: نشست‌های شورای امنیت • UNBISnet • ویکی‌نبشته           |
| ۱ تا ۱۰۰ (۱۹۴۶–۱۹۵۳)                                        |
| ۱۰۱ تا ۲۰۰ (۱۹۵۳–۱۹۶۵)                                      |
| ۲۰۱ تا ۳۰۰ (۱۹۶۵–۱۹۷۱)                                      |
| ۳۰۱ تا ۴۰۰ (۱۹۷۱–۱۹۷۶)                                      |
| ۴۰۱ تا ۵۰۰ (۱۹۷۶–۱۹۸۲)                                      |
| ۵۰۱ تا ۶۰۰ (۱۹۸۲–۱۹۸۷)                                      |
| ۶۰۱ تا ۷۰۰ (۱۹۸۷–۱۹۹۱)                                      |
| ۷۰۱ تا ۸۰۰ (۱۹۹۱–۱۹۹۳)                                      |
| ۸۰۱ تا ۹۰۰ (۱۹۹۳–۱۹۹۴)                                      |
| ۹۰۱ تا ۱۰۰۰ (۱۹۹۴–۱۹۹۵)                                     |
| ۱۰۰۱ تا ۱۱۰۰ (۱۹۹۵–۱۹۹۷)                                    |
| ۱۱۰۱ تا ۱۲۰۰ (۱۹۹۷–۱۹۹۸)                                    |
| ۱۲۰۱ تا ۱۳۰۰ (۱۹۹۸–۲۰۰۰)                                    |
| ۱۳۰۱ تا ۱۴۰۰ (۲۰۰۰–۲۰۰۲)                                    |
| ۱۴۰۱ تا ۱۵۰۰ (۲۰۰۲–۲۰۰۳)                                    |
| ۱۵۰۱ تا ۱۶۰۰ (۲۰۰۳–۲۰۰۵)                                    |
| ۱۶۰۱ تا ۱۷۰۰ (۲۰۰۵–۲۰۰۶)                                    |
| ۱۷۰۱ تا ۱۸۰۰ (۲۰۰۶–۲۰۰۸)                                    |
| ۱۸۰۱ تا ۱۹۰۰ (۲۰۰۸–۲۰۰۹)                                    |
| ۱۹۰۱ تا ۲۰۰۰ (۲۰۰۹–۲۰۱۱)                                    |
| ۲۰۰۱ تا ۲۱۰۰ (۲۰۱۱–۲۰۱۳)                                    |
| ۲۱۰۱ تا ۲۲۰۰ (۲۰۱۳–۲۰۱۵)                                    |
| ۲۲۰۱ تا ۲۳۰۰ (۲۰۱۵–۲۰۱۶)                                    |
| ۲۳۰۱ تا ۲۴۰۰ (۲۰۱۶–۲۰۱۸)                                    |
| ۲۲۰۱ تا ۲۳۰۰ (۲۰۱۸–تاکنون)                                  |
| متن مربوطه در ویکی‌نبشته : قطعنامه‌های شورای امنیت سازمان ملل |

فهرست زیر، شامل قطعنامه‌های سازمان ملل متحد از قطعنامهٔ شمارهٔ ۱۰۱ تا ۲۰۰ است که در بازهٔ زمانی ۲۴ نوامبر ۱۹۵۳ میلادی تا ۱۵ مارس ۱۹۶۵ به تصویب رسیده‌است.
| شمارهٔ قطعنامه | تاریخ           | آرا (موافق-ممتنع-مخالف) | موضوع نشست                                                      |
| ------------- | --------------- | ----------------------- | --------------------------------------------------------------- |
| ۱۰۱           | ۲۴ نوامبر ۱۹۵۳  | ۹-۲-۰                   | مسئلهٔ فلسطین                                                    |
| ۱۰۲           | ۰۳ دسامبر ۱۹۵۳  | ۱۰-۱-۰                  | دیوان بین‌المللی دادگستری                                        |
| ۱۰۳           | ۰۳ دسامبر ۱۹۵۳  | ۱۰-۱-۰                  | دیوان بین‌المللی دادگستری                                        |
| ۱۰۴           | ۲۰ ژوئن ۱۹۵۴    | ۱۱-۰-۰                  | سؤال ارسال شده توسط گواتمالا                                    |
| ۱۰۵           | ۲۸ جولای ۱۹۵۴   | - -                     | دیوان بین‌المللی دادگستری                                        |
| ۱۰۶           | ۲۹ مارس ۱۹۵۵    | ۱۱-۰-۰                  | مسئلهٔ فلسطین                                                    |
| ۱۰۷           | ۳۰ مارس ۱۹۵۵    | ۱۱-۰-۰                  | مسئلهٔ فلسطین                                                    |
| ۱۰۸           | ۰۸ سپتامبر ۱۹۵۵ | ۱۱-۰-۰                  | مسئلهٔ فلسطین                                                    |
| ۱۰۹           | ۱۴ دسامبر ۱۹۵۵  | ۸-۳-۰                   | پذیرش اعضای جدید در سازمان ملل                                  |
| ۱۰۹           | ۱۶ دسامبر ۱۹۵۵  | ۹-۱-۱                   | سؤال از بررسی منشور سازمان ملل متحد                             |
| ۱۱۱           | ۱۹ ژانویه ۱۹۵۶  | ۱۱-۰-۰                  | مسئلهٔ فلسطین                                                    |
| ۱۱۲           | ۰۶ فوریه ۱۹۵۶   | ۱۱-۰-۰                  | پذیرش اعضای جدید سازمان ملل متحد: سودان                         |
| ۱۱۳           | ۰۴ آوریل ۱۹۵۶   | ۱۱-۰-۰                  | مسئلهٔ فلسطین                                                    |
| ۱۱۴           | ۰۴ ژوئن ۱۹۵۶    | ۱۱-۰-۰                  | مسئلهٔ فلسطین                                                    |
| ۱۱۵           | ۲۰ ژوئن ۱۹۵۶    | ۱۱-۰-۰                  | پذیرش اعضای جدید سازمان ملل متحد: مراکش                         |
| ۱۱۶           | ۲۶ ژوئن ۱۹۵۶    | ۱۱-۰-۰                  | پذیرش اعضای جدید سازمان ملل متحد: تونس                          |
| ۱۱۷           | ۰۶ سپتامبر ۱۹۵۶ | - -                     | دیوان بین‌المللی دادگستری                                        |
| ۱۱۸           | ۱۳ اکتبر ۱۹۵۶   | ۱۱-۰-۰                  | شکایت توسط فرانسه و بریتانیا در مقابل مصر                       |
| ۱۱۹           | ۳۱ اکتبر ۱۹۵۶   | ۷-۲-۲                   | شکایت توسط مصر علیه فرانسه و انگلستان                           |
| ۱۲۰           | ۰۴ نوامبر ۱۹۵۶  | ۱۰-۰-۱                  | وضعیت در مجارستان                                               |
| ۱۲۱           | ۱۲ دسامبر ۱۹۵۶  | ۱۱-۰-۰                  | پذیرش اعضای جدید سازمان ملل متحد: ژاپن                          |
| ۱۲۲           | ۲۴ ژانویه ۱۹۵۷  | ۱۰-۱-۰                  | مسئلهٔ هند-پاکستان                                               |
| ۱۲۳           | ۲۱ فوریه ۱۹۵۷   | ۱۰-۱-۰                  | مسئلهٔ هند-پاکستان                                               |
| ۱۲۴           | ۰۷ مارس ۱۹۵۷    | ۱۱-۰-۰                  | پذیرش اعضای جدید سازمان ملل متحد: غنا                           |
| ۱۲۵           | ۰۵ سپتامبر ۱۹۵۷ | ۱۱-۰-۰                  | پذیرش اعضای جدید در سازمان ملل: مالایا                          |
| ۱۲۶           | ۰۵ سپتامبر ۱۹۵۷ | ۱۰-۱-۰                  | مسئلهٔ هند-پاکستان                                               |
| ۱۲۷           | ۲۲ ژانویه ۱۹۵۸  | ۱۱-۰-۰                  | مسئلهٔ فلسطین                                                    |
| ۱۲۸           | ۱۱ ژوئن ۱۹۵۸    | ۱۰-۱-۰                  | شکایت لبنان                                                     |
| ۱۲۹           | ۰۷ اوت ۱۹۵۸     | ۱۱-۰-۰                  | شکایت لبنان - شکایت اردن                                        |
| ۱۳۰           | ۲۵ نوامبر ۱۹۵۸  | - -                     | دیوان بین‌المللی دادگستری                                        |
| ۱۳۱           | ۰۹ دسامبر ۱۹۵۸  | ۱۰-۱-۰                  | پذیرش اعضای جدید سازمان ملل متحد: گینه                          |
| ۱۳۲           | ۰۷ سپتامبر ۱۹۵۹ | ۱۰-۰-۱                  | سؤال مربوط به لائوس                                             |
| ۱۳۳           | ۲۶ ژانویه ۱۹۶۰  | ۱۱-۰-۰                  | پذیرش اعضای جدید سازمان ملل متحد: کامرون                        |
| ۱۳۴           | ۰۱ آوریل ۱۹۶۰   | ۹-۲-۰                   | سؤال مربوط به اوضاع در اتحادیه آفریقای جنوبی                    |
| ۱۳۵           | ۲۷ مه ۱۹۶۰      | ۹-۲-۰                   | سؤال در مورد روابط میان قدرتهای بزرگ                            |
| ۱۳۶           | ۳۱ مه ۱۹۶۰      | ۱۱-۰-۰                  | پذیرش اعضای جدید در سازمان ملل: جمهوری توگو                     |
| ۱۳۷           | ۳۱ مه ۱۹۶۰      | - -                     | دیوان بین‌المللی دادگستری                                        |
| ۱۳۸           | ۲۳ ژوئن ۱۹۶۰    | ۸-۲-۰                   | سؤال در مورد پروندهٔ آدولف آیشمن                                 |
| ۱۳۹           | ۲۸ ژوئن ۱۹۶۰    | ۱۱-۰-۰                  | پذیرش اعضای جدید سازمان ملل متحد: فدراسیون مالی                 |
| ۱۴۰           | ۲۹ ژوئن ۱۹۶۰    | ۱۱-۰-۰                  | پذیرش اعضای جدید در سازمان ملل: جمهوری مالاگاسی                 |
| ۱۴۱           | ۰۵ جولای ۱۹۶۰   | ۱۱-۰-۰                  | پذیرش اعضای جدید سازمان ملل متحد: جمهوری سومالی                 |
| ۱۴۲           | ۰۷ جولای ۱۹۶۰   | ۱۱-۰-۰                  | پذیرش اعضای جدید سازمان ملل متحد: جمهوری کنگو                   |
| ۱۴۳           | ۱۷ جولای ۱۹۶۰   | ۸-۳-۰                   | مسئلهٔ کنگو                                                      |
| ۱۴۴           | ۱۷ جولای ۱۹۶۰   | ۹-۲-۰                   | شکایت کوبا (جولای ۱۹۶۰)                                         |
| ۱۴۵           | ۲۲ جولای ۱۹۶۰   | ۱۱-۰-۰                  | مسئلهٔ کنگو                                                      |
| ۱۴۶           | ۰۹ اوت ۱۹۶۰     | ۹-۲-۰                   | مسئلهٔ کنگو                                                      |
| ۱۴۷           | ۲۳ اوت ۱۹۶۰     | ۱۱-۰-۰                  | پذیرش اعضای جدید سازمان ملل متحد: بنین                          |
| ۱۴۸           | ۲۳ اوت ۱۹۶۰     | ۱۱-۰-۰                  | پذیرش اعضای جدید سازمان ملل متحد: نیجر                          |
| ۱۴۹           | ۲۳ اوت ۱۹۶۰     | ۱۱-۰-۰                  | پذیرش اعضای جدید سازمان ملل متحد: بورکینافاسو                   |
| ۱۴۹           | ۲۳ اوت ۱۹۶۰     | ۱۱-۰-۰                  | پذیرش اعضای جدید در سازمان ملل: ساحل عاج                        |
| ۱۵۱           | ۲۳ اوت ۱۹۶۰     | ۱۱-۰-۰                  | پذیرش اعضای جدید سازمان ملل متحد: چاد                           |
| ۱۵۲           | ۲۳ اوت ۱۹۶۰     | ۱۱-۰-۰                  | پذیرش اعضای جدید سازمان ملل متحد: کنگو                          |
| ۱۵۳           | ۲۳ اوت ۱۹۶۰     | ۱۱-۰-۰                  | پذیرش اعضای جدید سازمان ملل متحد: گابن                          |
| ۱۵۴           | ۲۳ اوت ۱۹۶۰     | ۱۱-۰-۰                  | پذیرش اعضای جدید سازمان ملل متحد: جمهوری آفریقای مرکزی          |
| ۱۵۵           | ۲۴ اوت ۱۹۶۰     | ۱۱-۰-۰                  | پذیرش اعضای جدید سازمان ملل متحد: قبرس                          |
| ۱۵۶           | ۰۹ سپتامبر ۱۹۶۰ | ۹-۲-۰                   | سؤال مربوط به جمهوری دومینیکن                                   |
| ۱۵۷           | ۱۴ سپتامبر ۱۹۶۰ | ۸-۱-۲                   | مسئلهٔ کنگو                                                      |
| ۱۵۸           | ۲۸ سپتامبر ۱۹۶۰ | ۱۱-۰-۰                  | پذیرش اعضای جدید سازمان ملل متحد: سنگال                         |
| ۱۵۹           | ۲۸ سپتامبر ۱۹۶۰ | ۱۱-۰-۰                  | پذیرش اعضای جدید سازمان ملل متحد: مالی                          |
| ۱۶۰           | ۰۷ اکتبر ۱۹۶۰   | ۱۱-۰-۰                  | پذیرش اعضای جدید سازمان ملل متحد: نیجریه                        |
| ۱۶۱           | ۲۱ فوریه ۱۹۶۱   | ۹-۲-۰                   | مسئلهٔ کنگو                                                      |
| ۱۶۲           | ۱۱ آوریل ۱۹۶۱   | ۸-۳-۰                   | مسئلهٔ فلسطین                                                    |
| ۱۶۳           | ۰۹ ژوئن ۱۹۶۱    | ۹-۲-۰                   | سؤال مربوط به آنگولا                                            |
| ۱۶۴           | ۲۲ جولای ۱۹۶۱   | ۱۰-۰-۰                  | شکایت تونس                                                      |
| ۱۶۵           | ۲۶ سپتامبر ۱۹۶۱ | ۱۱-۰-۰                  | پذیرش اعضای جدید سازمان ملل متحد: سیرالئون                      |
| ۱۶۶           | ۲۵ اکتبر ۱۹۶۱   | ۹-۱-۰                   | پذیرش اعضای جدید سازمان ملل متحد: مغولستان                      |
| ۱۶۷           | ۲۵ اکتبر ۱۹۶۱   | ۹-۱-۱                   | پذیرش اعضای جدید سازمان ملل متحد: موریتانی                      |
| ۱۶۸           | ۰۳ نوامبر ۱۹۶۱  | ۱۱-۰-۰                  | پیشنهاد انتصاب دبیر کل سازمان ملل                               |
| ۱۶۹           | ۲۴ نوامبر ۱۹۶۱  | ۹-۲-۰                   | مسئلهٔ کنگو                                                      |
| ۱۷۰           | ۱۴ دسامبر ۱۹۶۱  | ۱۱-۰-۰                  | پذیرش اعضای جدید سازمان ملل متحد: تانگانیکا                     |
| ۱۷۱           | ۰۹ آوریل ۱۹۶۲   | ۱۰-۱-۰                  | مسئلهٔ فلسطین                                                    |
| ۱۷۲           | ۲۶ جولای ۱۹۶۲   | ۱۱-۰-۰                  | پذیرش اعضای جدید سازمان ملل متحد: جمهوری رواندا                 |
| ۱۷۳           | ۲۶ جولای ۱۹۶۲   | ۱۱-۰-۰                  | پذیرش اعضای جدید سازمان ملل متحد: برونئی                        |
| ۱۷۴           | ۱۲ سپتامبر ۱۹۶۲ | ۱۱-۰-۰                  | پذیرش اعضای جدید سازمان ملل متحد: جامائیکا                      |
| ۱۷۵           | ۱۲ سپتامبر ۱۹۶۲ | ۱۱-۰-۰                  | پذیرش اعضای جدید سازمان ملل متحد: ترینیداد و توباگو             |
| ۱۷۶           | ۰۴ اکتبر ۱۹۶۲   | ۱۰-۱-۰                  | پذیرش اعضای جدید سازمان ملل متحد: الجزائر                       |
| ۱۷۷           | ۱۵ اکتبر ۱۹۶۲   | ۱۱-۰-۰                  | پذیرش اعضای جدید سازمان ملل متحد: اوگاندا                       |
| ۱۷۸           | ۲۴ آوریل ۱۹۶۳   | ۱۱-۰-۰                  | شکایت توسط سنگال                                                |
| ۱۷۹           | ۱۱ ژوئن ۱۹۶۳    | ۱۰-۱-۰                  | گزارش دبیر کل سازمان ملل در مورد تحولات مربوط به یمن            |
| ۱۸۰           | ۳۱ جولای ۱۹۶۳   | ۸-۳-۰                   | سؤال در رابطه با سرزمین‌های تحت حکومت پرتغال                     |
| ۱۸۱           | ۰۷ اوت ۱۹۶۳     | ۹-۲-۰                   | سؤال در رابطه با به سیاست‌های دولت جمهوری آپارتاید آفریقای جنوبی |
| ۱۸۲           | ۰۴ دسامبر ۱۹۶۳  | ۱۱-۰-۰                  | سؤال در رابطه با به سیاست‌های دولت جمهوری آپارتاید آفریقای جنوبی |
| ۱۸۳           | ۱۱ دسامبر ۱۹۶۳  | ۱۰-۱-۰                  | سؤال در رابطه با سرزمین‌های تحت حکومت پرتغال                     |
| ۱۸۴           | ۱۶ دسامبر ۱۹۶۳  | ۱۱-۰-۰                  | پذیرش اعضای جدید سازمان ملل متحد: زنگبار                        |
| ۱۸۵           | ۱۶ دسامبر ۱۹۶۳  | ۱۱-۰-۰                  | پذیرش اعضای جدید سازمان ملل متحد: کنیا                          |
| ۱۸۶           | ۰۴ مارس ۱۹۶۴    | ۱۱-۰-۰                  | مسئلهٔ قبرس                                                      |
| ۱۸۷           | ۱۳ مارس ۱۹۶۴    | ۱۱-۰-۰                  | مسئلهٔ قبرس                                                      |
| ۱۸۸           | ۰۹ آوریل ۱۹۶۴   | ۹-۲-۰                   | شکایت یمن                                                       |
| ۱۸۹           | ۰۴ ژوئن ۱۹۶۴    | ۱۱-۰-۰                  | شکایت در مورد اعمال تجاوز علیه سرزمین و جمعیت غیر نظامی کامبوج  |
| ۱۹۰           | ۰۹ ژوئن ۱۹۶۴    | ۷-۴-۰                   | سؤال در رابطه با به سیاست‌های دولت جمهوری آپارتاید آفریقای جنوبی |
| ۱۹۱           | ۱۸ ژوئن ۱۹۶۴    | ۸-۳-۰                   | سؤال در رابطه با به سیاست‌های دولت جمهوری آپارتاید آفریقای جنوبی |
| ۱۹۲           | ۲۰ ژوئن ۱۹۶۴    | ۱۱-۰-۰                  | مسئلهٔ قبرس                                                      |
| ۱۹۳           | ۰۹ اوت ۱۹۶۴     | ۹-۲-۰                   | مسئلهٔ قبرس                                                      |
| ۱۹۴           | ۲۵ سپتامبر ۱۹۶۴ | ۱۱-۰-۰                  | مسئلهٔ قبرس                                                      |
| ۱۹۵           | ۰۹ اکتبر ۱۹۶۴   | ۱۱-۰-۰                  | پذیرش اعضای جدید سازمان ملل متحد: مالاوی                        |
| ۱۹۶           | ۳۰ اکتبر ۱۹۶۴   | ۱۱-۰-۰                  | پذیرش اعضای جدید سازمان ملل متحد: مالت                          |
| ۱۹۷           | ۳۰ اکتبر ۱۹۶۴   | ۱۱-۰-۰                  | پذیرش اعضای جدید سازمان ملل متحد: جمهوری زامبیا                 |
| ۱۹۸           | ۱۸ دسامبر ۱۹۶۴  | ۱۱-۰-۰                  | مسئلهٔ قبرس                                                      |
| ۱۹۹           | ۳۰ دسامبر ۱۹۶۴  | ۱۰-۱-۰                  | سؤالی راجع به جمهوری دموکراتیک کنگو                             |
| ۲۰۰           | ۱۵ مارس ۱۹۶۵    | ۱۱-۰-۰                  | پذیرش اعضای جدید سازمان ملل متحد: گامبیا                        |